# Pałac Ślubów w Katowicach
Pałac Ślubów w Katowicach – budynek, który był zlokalizowany przy alei Wojciecha Korfantego 14  w dzielnicy Śródmieście w Katowicach. Wyburzony w 2011 roku.
Obiekt oddano do użytku w 1969. Kończył on ciąg pawilonów po zachodniej stronie al. Wojciecha Korfantego. Jego projektantem był architekt Mieczysław Król. W miejscu budynku do początku lat sześćdziesiątych istniały zabudowania huty „Marta”.
Pałac Ślubów zbudowano na planie kwadratu, w stylu modernistycznym. Były to dwa niskie obiekty, połączone przewiązką o konstrukcji mostowej. We wnętrzu znajdowały się czarno-biała marmurowa posadzka sprawiająca wrażenie ruchomej animacji w stylu op-art (w holu głównym), lustra, boazerie, obrotowe drzwi, kamienne płaskorzeźby i ozdobne detale (np. mosiężne klamki, przypominające kształtem koguciki). Rzeźby przedstawiały znaki zodiaku, gwiazdy i ptaki. Elewacja była przeszklona. Główną klatkę schodową zdobił relief.
W budynku od 1969 mieścił się Urząd Stanu Cywilnego, przeniesiony w 2010 do pałacu Goldsteinów przy pl. Wolności 12a. Udzielono w nim około 100 tys. ślubów. Obiekt wyburzono w 2011. Koszt rozbiórki wyniósł około 230 tys. złotych. Rozbiórka rozpoczęła się 20 czerwca 2011. 18 sierpnia 2011 pięć płaskorzeźb z dawnego pałacu przeniesiono do Katowickiego Parku Leśnego.
Urząd Stanu Cywilnego od początków miasta do wybuchu II wojny światowej mieścił się w kolejnych siedzibach Urzędu Miasta Katowice; za czasów PRL – w willi Grundmanna, następnie w obiekcie przy al. W. Korfantego 14, a od 2010 – w pałacu Goldsteinów.

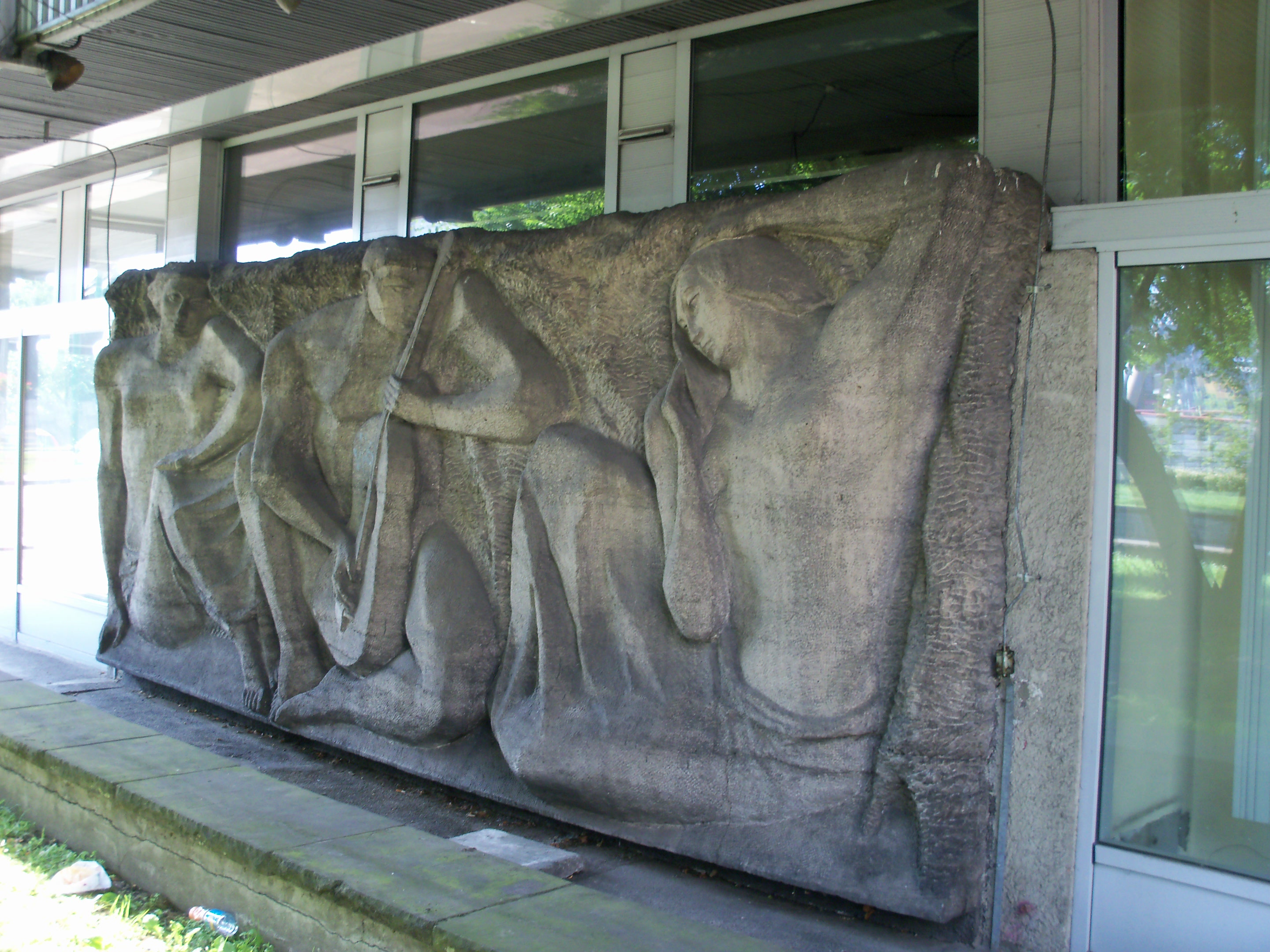
Płaskorzeźba na elewacji północnej
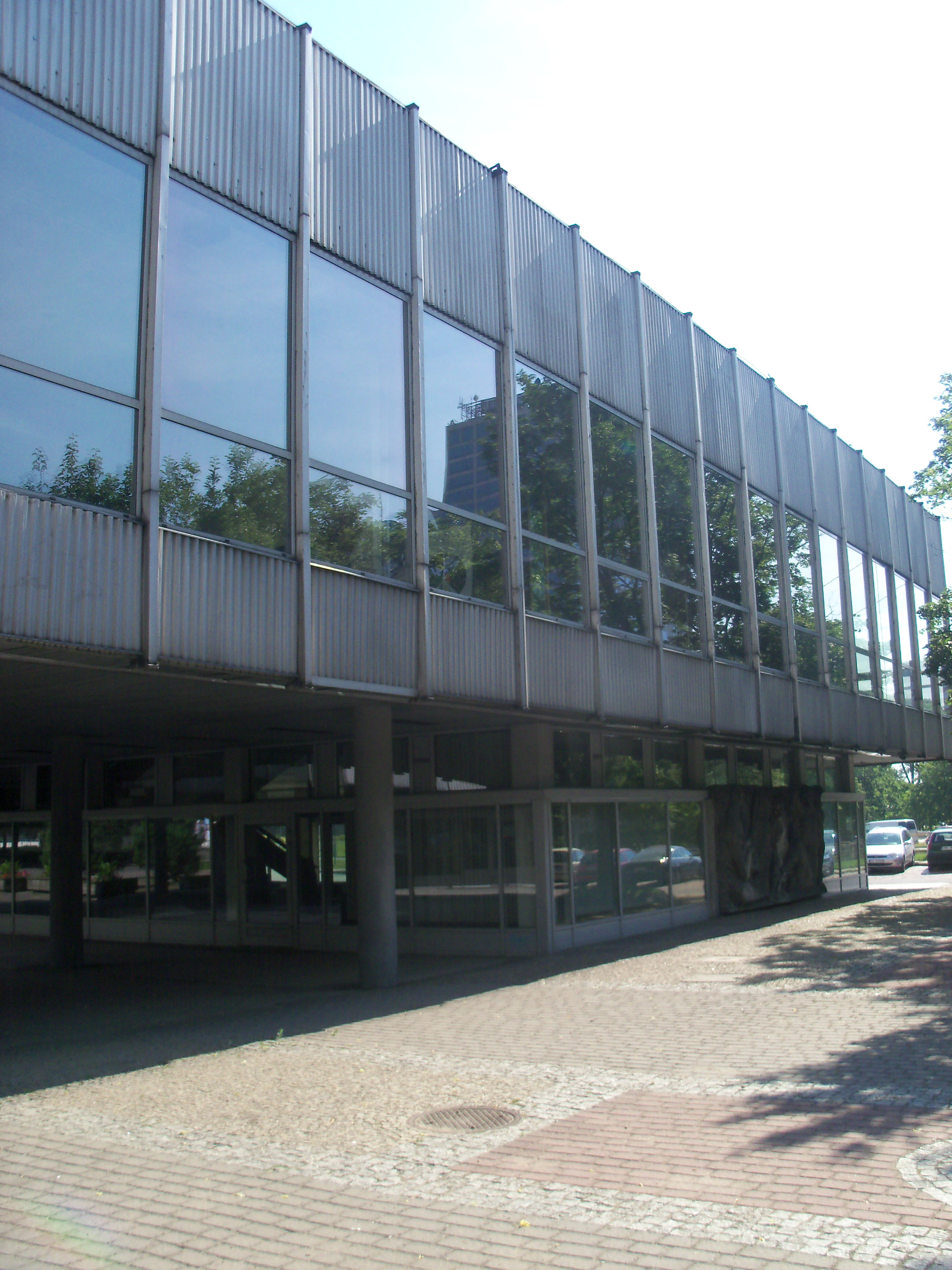
Elewacja południowa
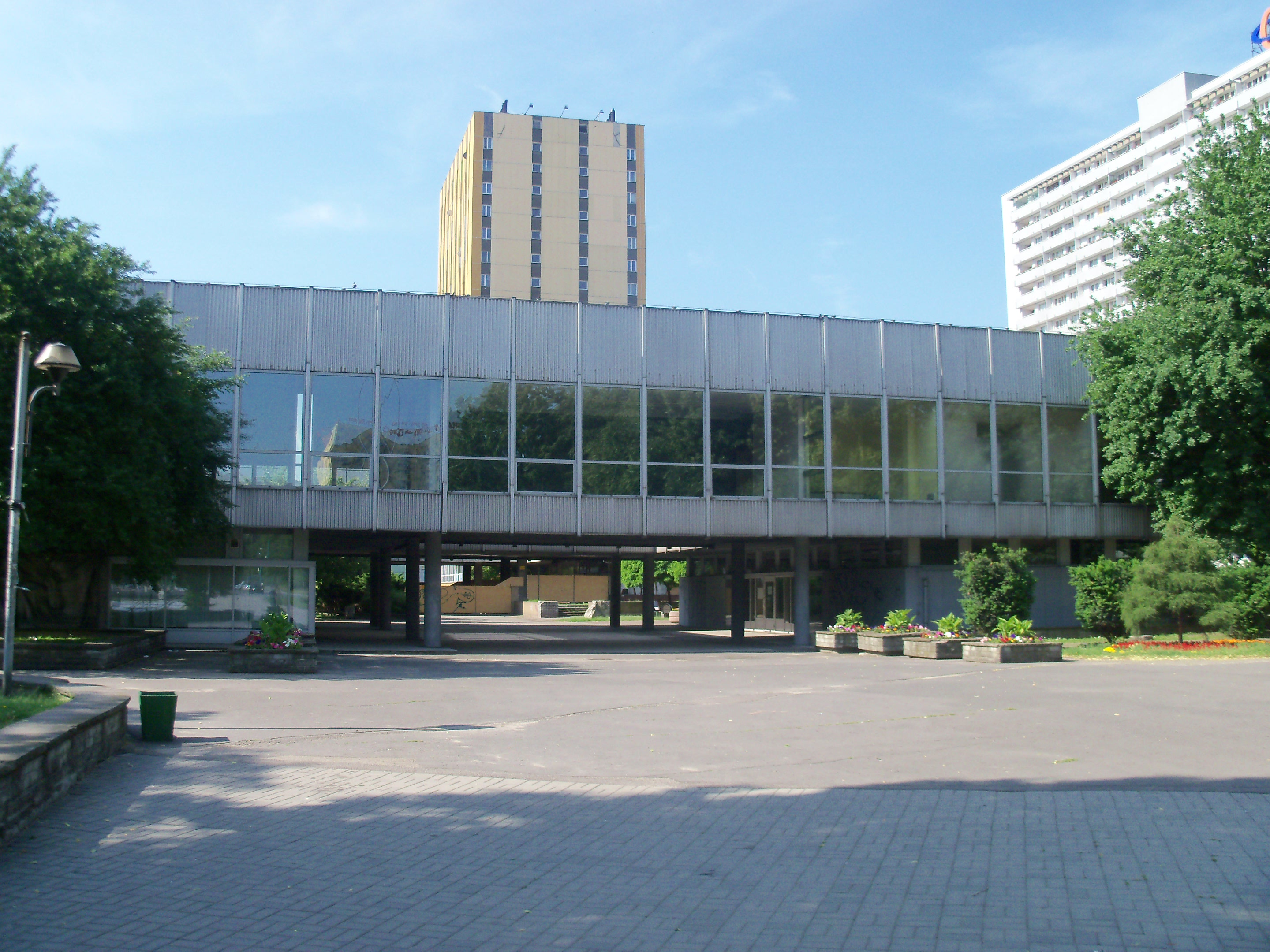
Przewiązka o konstrukcji mostowej
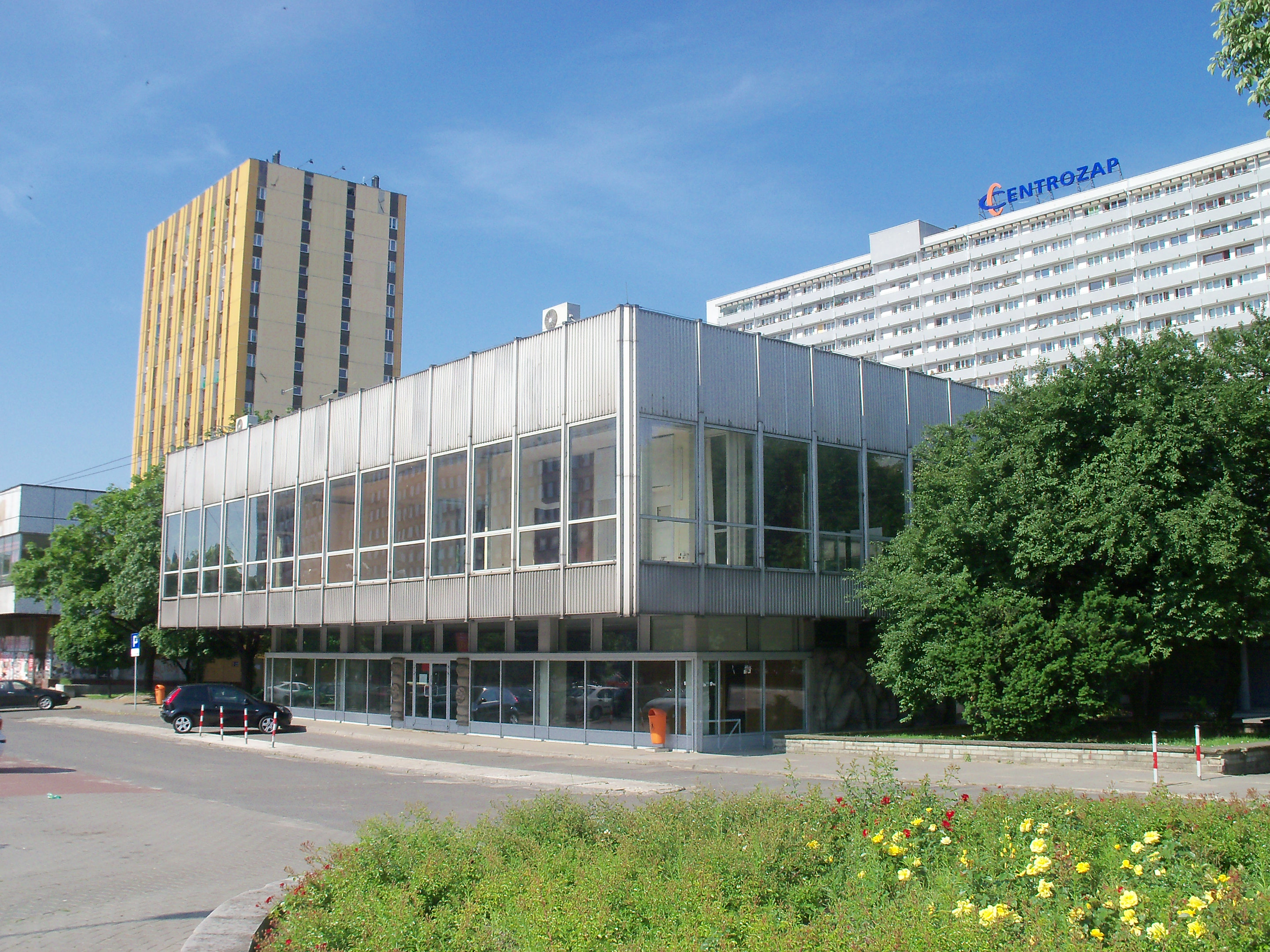
Widok od strony al. W. Korfantego